# عمارة الشوربجي
عمارة الشوربجي أو برايان ديفز  هي من أشهر العقارات التراثية في منطقة وسط البلد بالقاهرة وهي معروفة أيضا باسم «العمارة الحمراء» نظرا للونها

## تاريخ
يرجع تاريخ العمارة إلى عام 1910 حيث جاء من مقاطعة ويلز البريطانية هم أربعة أشقاء من عائلة برايان ديفز إلى مصر وأرادوا شراء قطعة أرض لبناء محلات تجارية، فاختاروا موقع العمارة الحالى واشتروا الأرض من مدير البنك العقارى المصرى الذي كان يمتلكها آنذاك، وأسسوا مجموعة محلات تجارية بنوها على الطراز الإنجليزى باسم «Brayen Davies»
واختار الإخوة الطابق الأول في العمارة بالكامل ليكون الفرع الرئيسى لمحلاتهم، ثم في العشرينات بعدما قلت التجارة بدأوا في تجزئة محلاتهم وبيعها، ثم باعوا العمارة بالكامل في الخمسينات، لمستثمرين سوريين من عائلة الشوربجى، وفى العام 1954 تأممت العمارة، ثم استعادها أصحابها مرة أخرى في أوائل الألفية الثانية ليقوموا ببيعها لشركة الإسماعيلية في العام 2008.

## تصميم العمارة
```
للعمارة ثلاثة مداخل، المدخل الأول على 42 شارع عبد الخالق ثروت، والثانى 165 شارع محمد فريد، والثالث 16 شارع عدلى، وتضم وحدات سكنية وإدارية في سبعة طوابق على مساحة 2155 متراً.
```